# Straßen und Plätze in Ludwigshafen am Rhein/J

## Jacob-von-Lavale-Platz
67061 Ludwigshafen-Süd
Der Platz am Ostausgang des Ludwigshafener Hauptbahnhofs wird vor allem als Parkplatz genutzt.
Karl Jakob von Lavale, ab 1888 Ritter von Lavale, (1843–1925) war ein Bayerischer Reichsrat und Direktor der Pfälzischen Eisenbahnen.

## Jaegerstraße
67059 Mitte

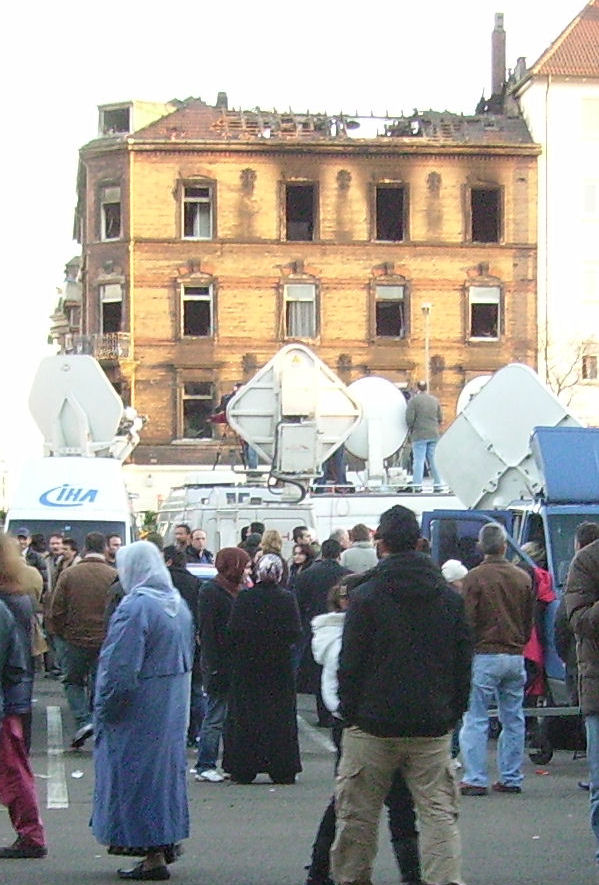
Zwei Tage nach dem Brand

Die Jaegerstraße wurde 1985 nach dem Juristen Albert Jaeger benannt (* 23. November 1814 in Kempten; † 19. Februar 1884 in Ludwigshafen). 1844 wurde Jaeger zum Geschäftsführer und Subdirektor der Ludwigsbahnen, zwölf Jahre später, 1856, gelangte er als Nachfolger Paul von Denis’ an die Spitze der Bahngesellschaft, deren Wachsen er für die nächsten 28 Jahre prägte. Wie sein Vorgänger gehörte Jaeger zu den Spitzen der Ludwigshafener Gesellschaft. 1869 wurde er in den persönlichen Adelsstand erhoben.
Bei einem Wohnhausbrand am 3. Februar 2008 kamen neun Menschen ums Leben, 60 Personen wurden verletzt, das rund 100 Jahre alte Gebäude wurde weitgehend zerstört. Der Brand gilt als schwerstwiegendes Hausbrandereignis in Ludwigshafen nach dem Zweiten Weltkrieg. Besonderes Aufsehen erregte der Brand auch, weil es sich bei den Toten ausschließlich um Türken und türkischstämmige Deutsche handelte. So kam es zu Spekulationen, es könne sich um einen Brandanschlag aus ausländerfeindlichen Motiven handeln.
An der Jaegerstraße liegt auch das Carl-Bosch-Gymnasium.

## Jahnstraße
67069 Ludwigshafen-Oppau
„Turnvater“ Friedrich Ludwig Jahn Jahn war der Initiator der deutschen Turnbewegung, die von Anfang an mit der frühen Nationalbewegung verknüpft war.
Die Jahnstraße ist die südliche Verlängerung der Schinkelstraße im Westen Oppaus.

## Jakob-Binder-Straße
67063 Friesenheim, Hemshof, Nord
Jakob Binder war ein SPD-Politiker. Der gelernte Bäcker wurde 1919 in die Weimarer Nationalversammlung gewählt. 1920 bewarb er sich für die Nachfolge als Oberbürgermeister von Ludwigshafen. Die SPD zog allerdings den ehemaligen bayerischen Ministerpräsidenten Johannes Hoffmann vor, der dann bei der Wahl dem bürgerlichen Kandidaten Christian Weiss unterlag. Binder legte alle Ämter nieder und war dann von 1920 bis 1927 Bürgermeister in Grünstadt.
Die Jakob-Binder-Straße erhielt 1960 ihren jetzigen Namen. Ausgehend vom Carl-Wurster-Platz durchzieht sie in geradem Verlauf den nördlichen Stadtteil.

## Josef-Huber-Straße
67071 Oggersheim, Ruchheim
Josef Huber war ein SPD-Politiker. Von 1899 bis 1920 saß er im Stadtrat von Ludwigshafen. Von 1899 bis 1905 und nochmals von 1907 bis 1920 war er Abgeordneter im Bayerischen Landtag. Von 1909 bis 1912 gehörte er dem Deutschen Reichstag an.

## Joseph-Vögele-Straße
67065 Rheingönheim